# ریه‌کا چرنویه‌ویچا
شهر ریه‌کا چرنویه‌ویچا (به روسی: Ријека Црнојевића) در کشور مونته‌نگرو واقع شده‌است. جمعیت این شهر ۲۱۶ نفر  است.